# Žihle
Žihle (lat. Vzehl, Zyhel, Zihel, deutsch: Scheles, Schöla, Schöl, Schöles) ist eine Gemeinde im Bezirk Plzeň-Nord in Tschechien. Im Dorf Žihle leben 1250 Einwohner und damit die meisten Einwohner der Gemeinde.

## Geographische Lage

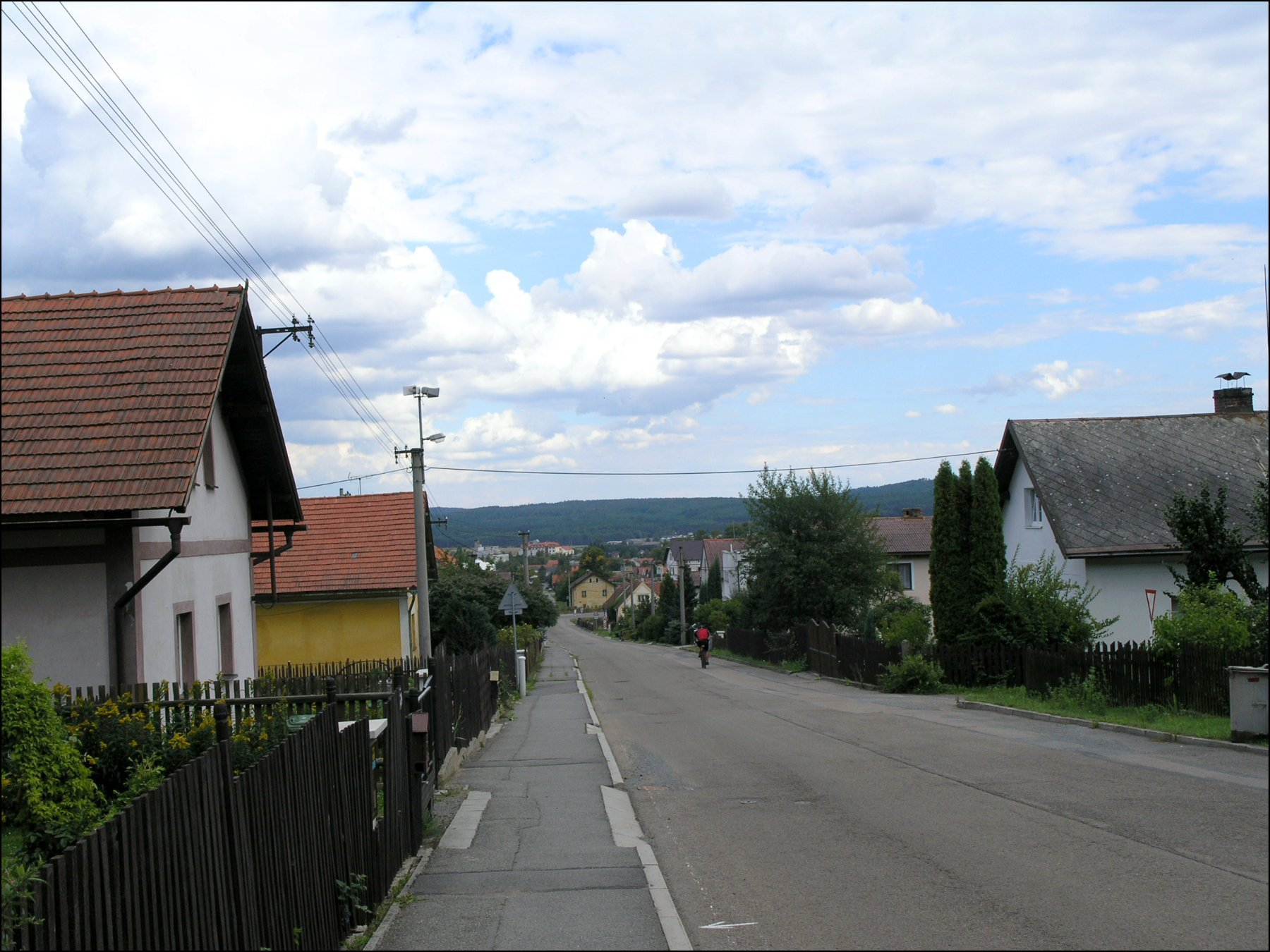
Häuser an der Hauptstraße

Die Ortschaft liegt in Westböhmen, etwa 33 km nördlich der Stadt Plzeň (Pilsen) und 76 km westlich von Prag, und ist ringsherum von Bergen und Waldungen umgeben.

## Geschichte
Žihle wurde erstmals im Jahre 1238 in einer Tauschurkunde erwähnt. Bei diesem Tausch machte König Wenzel I. den im Jahr 1230 durch das Kloster Plasy erfolgten Kauf von Kožlany rückgängig und tauschte Kožlany gegen Žihle ein. Im Jahr 1268 wurde in Žihle ein Marktplatz gegründet.

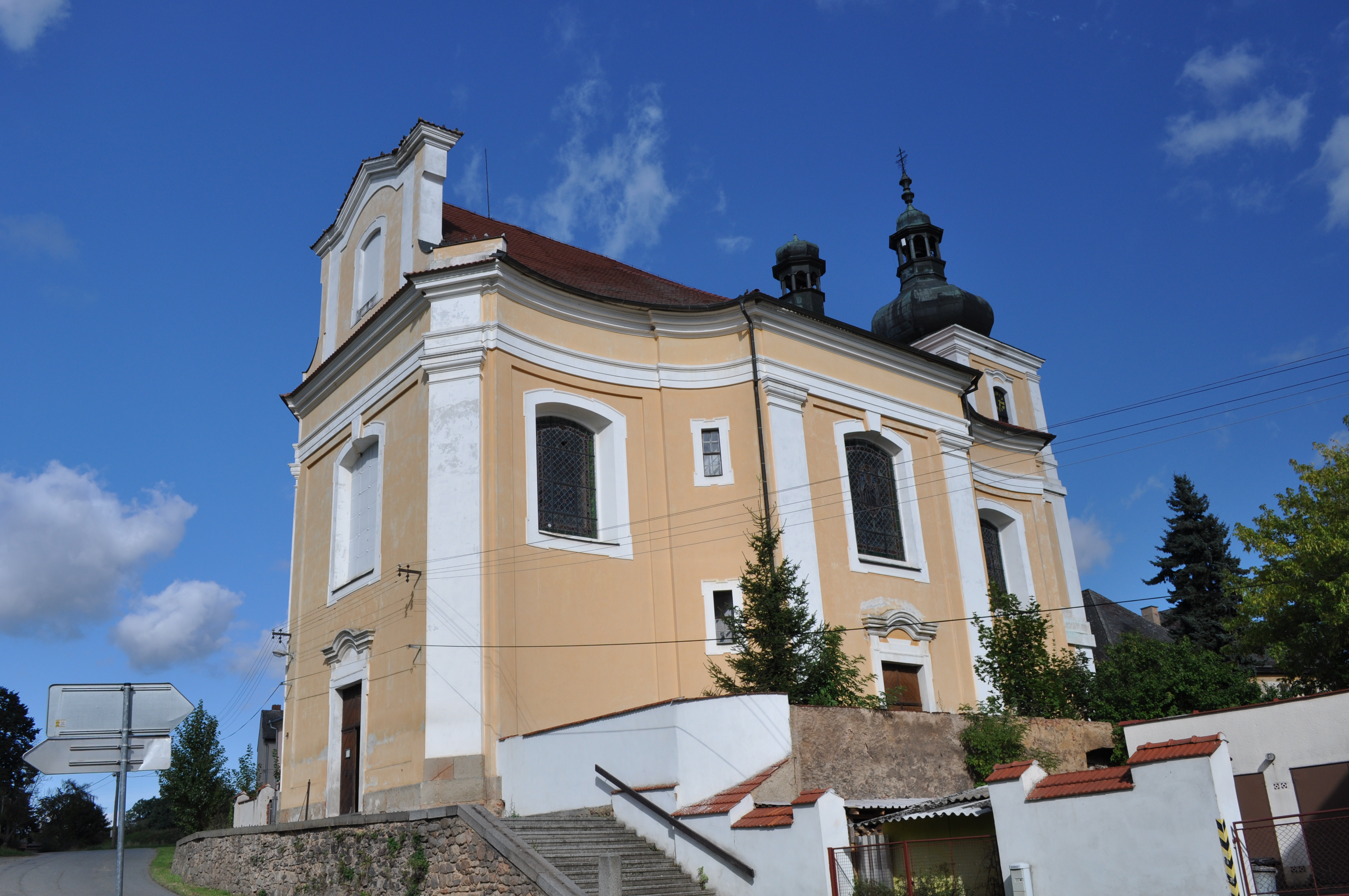
Wenzelskirche

Nach den Hussitenkriegen gehörte Žihle dem Uradelsgeschlecht Pflugk und die Stadt wurde im Jahre 1559 von Ferdinand I. von Habsburg gefördert. Im gleichen Jahr wurde an die Stelle, an der eine alte Festung stand, ein Renaissanceschloss gebaut, das bis heute im Dorf steht.
Während des Dreißigjährigen Krieges wurde Žihle 1639 und 1645 durch die schwedische Armee besetzt und niedergebrannt. Scheles gehörte ab der ersten Hälfte des 17. Jahrhunderts zur Herrschaft Petrohrad (Petersburg) der Grafen Czernin von und zu Chudenitz. Um 1807 hatte Schöles (Zelecž, Zihle) 80 Häuser, eine katholische Pfarrkirche, zwei Mühlen und einen Kalksteinbruch.
Nach dem Ersten Weltkrieg wurde Scheles 1919 der neu geschaffenen Tschechoslowakei zugeschlagen. Aufgrund des  Münchner Abkommens kam  der Ort  1938  an das  Deutsche Reich  und gehörte bis 1945 zum Landkreis Podersam, Regierungsbezirk Eger, im Reichsgau Sudetenland. Nach Ende des Zweiten Weltkriegs wurde die einheimische deutschböhmische Bevölkerung größtenteils enteignet und vertrieben.

### Demographie
| Jahr | Einwohner | Anmerkungen                  |
| ---- | --------- | ---------------------------- |
| 1785 | 0 k. A.   | 77 Häuser                    |
| 1830 | 0593      | in 95 Häusern                |
| 1843 | 0672      | in 104 Häusern               |
| 1869 | 0713      |                              |
| 1880 | 0769      |                              |
| 1890 | 0751      |                              |
| 1900 | 0765      |                              |
| 1910 | 0806      |                              |
| 1921 | 0945      | davon 720 deutsche Einwohner |
| 1930 | 1152      | [ 7 ]                        |
| 1939 | 1121      | [ 7 ]                        |

| Jahr      | 1950 | 1961 | 1970 | 1980 | 1991 | 2001 | 2011 |
| Einwohner | 950  | 921  | 917  | 1020 | 1191 | 1268 | 1244 |

## Gemeindegliederung
Die Gemeinde besteht aus den Ortsteilen Hluboka, Kalec, Nový Dvůr, Odlezly, Přehořov und Žihle.